# Paz de Toruń (1466)

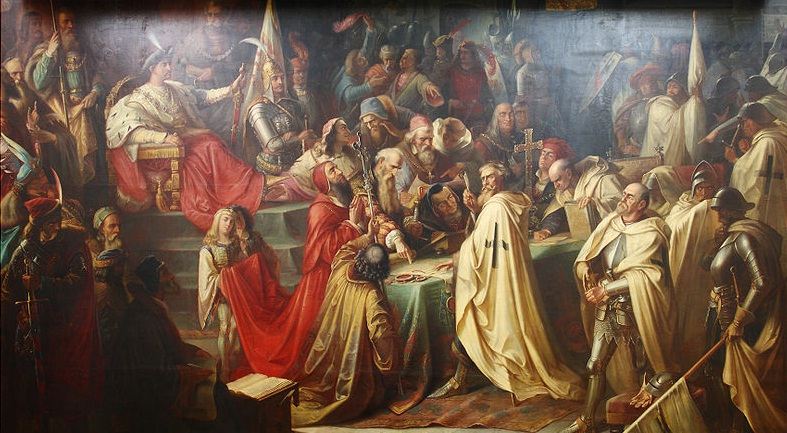
Representación decimonónica de la Paz de Toruń.

El Segundo Tratado de Toruń o Segundo Tratado de Thorn (también Paz de Toruń de 1466; en alemán: Zweiter Friede von Thorn, en polaco: Drugi Pokój Toruński) fue un tratado de paz firmado en la ciudad hanseática de Thorn el 19 de octubre de 1466 entre el rey de Polonia, las ciudades prusianas y el duque de la Pomerania de un lado, y los Caballeros Teutones del otro. El tratado terminaba con la guerra de los Trece Años (1454-1466), librada entre el victorioso reino de Polonia y la derrotada Orden Teutónica.

## Situación
La guerra de los Trece Años se había iniciado en febrero de 1454 con la revuelta de la Confederación Prusiana, formada por las ciudades de Danzig, Elbing, Kulm, Thorn y miembros de la baja nobleza prusiana contra el gobierno de los caballeros teutones.

## Tratado de paz
Los dos bandos acordaron buscar la ratificación del papa Paulo III y del emperador Federico III, pero los polacos decidieron (y los teutones aceptaron) que esta confirmación no sería necesaria para que el tratado fuese válido. En este, la Orden Teutónica cedía los territorios de la Pomerelia (Pomerania Oriental) con Danzig, la Tierra de Kulm con Kulm y Thorn, la hoz del río Vístula con Elbing y Marienburg y la Vármia (Ermland) con Allenstein. La Orden también reconocía el derecho de la Corona del Reino de Polonia a la mitad occidental de Prusia, posteriormente conocida como Prusia Real o «Prusia polaca».

La Prusia Real y el Ducado de Prusia desde 1525.

La Vármia se convirtió en principado eclesiástico regido por un obispo. Prusia Oriental, más tarde llamada ducado de Prusia, permaneció como parte de los territorios de la Orden Teutónica hasta 1525 y el gran maestre acudía a realizar un juramento personal de fidelidad al rey de Polonia y a prometer que aportaría ayuda militar. Más tarde, a fin de no tener que prestar el juramento, los grandes maestres simplemente dejaron de visitar Prusia.

## Consecuencias
Aunque la Prusia Occidental fue subordinado al rey polaco en forma de unión personal, surgieron más tarde algunas discordias en cuanto a ciertos privilegios mantenidos por la Prusia Real. La Prusia Real insistía en defender su autonomía. El gobierno de la región deseaba, contrariando al reino polaco, continuar emitiendo su propia moneda, celebrar reuniones de sus propios estados, mantener su ejército separado y utilizar en la administración el alemán. Cuando a los prusianos se les negó el derecho de nombrar obispos en la Prusia Real, los representantes de esta decidieron no ocupar los lugares que tenían reservados en el Sejm. Este conflicto acabó llevando a la guerra de los Sacerdotes (1467-79).
La Orden Teutónica perdió el territorio oriental de Prusia cuando el gran maestre Alberto de Prusia adoptó el luteranismo en 1525 y asumió el título de duque con gobierno hereditario bajo la soberanía de Polonia con el «tributo de Prusia». La región adoptó el nombre de ducado de Prusia, o Prusia ducal, más tarde Prusia Oriental.
El Sacro Imperio Romano Germánico continuó reivindicando suprema soberanía sobre la región y garantizó la posesión de Prusia al siguiente gran maestre, Walter von Cronberg y a todos los que le sucedieron en el cargo. Aunque el duque de Prusia Alberto de Brandeburgo fuese proscrito por el emperador en 1535, continuó gobernando hasta su muerte en 1568.